# Standing NATO Maritime Group 2
Standing NATO Reponse Force Maritime Group 2 o SNMG2  è uno dei comandi permanenti per la parte marittima della NATO Response Force, dipendente dall'Allied Maritime Command, composta principalmente da unità navali di stati del Mediterraneo, anche se vi operano pure unità navali del Nord Europa e della US Navy. Normalmente il gruppo è composto da unità navali di Germania, Grecia, Italia, Paesi Bassi, Regno Unito, Spagna, Turchia e Stati Uniti, ed occasionalmente da unità navali di altri stati della NATO ed ha come zona operativa il Mediterraneo.
Generalmente il gruppo è composto da quattro-otto unità tra fregate e cacciatorpediniere ed una nave da rifornimento.

## Storia
La forza inizialmente era stata attivata il 30 aprile 1992 con la denominazione di Standing Naval Force Mediterranean, o STANAVFORMED come erede della NATO Naval On-Call Force Mediterranean, o NAVOCFORMED, formazione navale disponibile a richiesta nel Mediterraneo, nata a sua volta il 28 maggio 1969.
Nel corso degli anni novanta, STANAVFORLANT è stata fortemente coinvolta nel Mare Adriatico nell'operazione Maritime Monitor (luglio 1992-novembre 1992), nell'Operazione Maritime Guard (novembre 1992-giugno 1993) e Operazione Sharp Guard (giugno 1993-ottobre 1996), per garantire il controllo dell'embargo marittimo delle armi alla Jugoslavia in conformità alle risoluzioni 713, 715, 787, 820 e 943 delle Nazioni Unite. Tra il novembre 1992 e il giugno 1996 furono intercettate circa 74.000 navi, quasi 6.000 furono ispezionate in mare e più di 1.400 furono dirottate e ispezionato in porto.
Dal 6 ottobre 2001, in seguito agli Attentati dell'11 settembre STANAVFORMED è stata dislocata nel Mediterraneo Orientale, impiegata nell'ambito dell'Operazione Active Endeavour nella lotta contro il terrorismo o al traffico di armi di distruzione di massa.
Dal 1º gennaio 2005 ha assunto l'attuale denominazione Standing NATO Maritime Group 2.
Da giugno 2009 ad agosto 2009 SNMG2 è stato schierato dalla NATO al largo delle coste somale per condurre l'operazione Allied Protector, per difendere e proteggere le navi del Programma alimentare mondiale (WFP) dalla minaccia di pirateria e rapina a mano armata, consentendo così al WFP di compiere la sua missione di fornire aiuti umanitari.
Dall'agosto 2009, SNMG2 fornisce navi per la missione antipirateria della NATO Ocean Shield nel Golfo di Aden.

## Organizzazione
SNMG2 è una componente della NATO Response Force (NRF) la forza di risposta rapida della NATO alle dipendenze del Comando marittimo alleato di Northwood. Il suo scenario operativo è di solito il Mediterraneo, anche se negli ultimi anni, con la partecipazione all'operazione Allied Protector e all'Ocean Shield, la forza ha operato anche al largo delle coste della Somalia nel Golfo di Aden.
A dicembre 2024, il comandante è il contrammiraglio H. Ilker Avci della Marina militare turca e il gruppo navale è costituito dalla sola nave ammiraglia TCG Kemalreis (F247).

### Composizioni precedenti
Al giugno 2022, il gruppo navale era composto da:
1. fregata lanciamissili "Carlo Margottini", nave ammiraglia SNMG2, appartenente alla Marina Militare
2. fregata lanciamissili "Blas de Lezo" appartenente alla Marina Militare Spagnola
3. Fregata "HMCS Montreal" appartenente alla Marina Militare Canadese
4. Fregata missilistica "TCG Barbaros" appartenente alla Türk Deniz Kuvvetleri
5. fregata missilistica "Auvergne" appartenente alla Marine nationale
6. rifornitore di squadra "Cantabria" della  Marina Militare Spagnola
7. Fregata missilistica "Forbin"  della Marine nationale

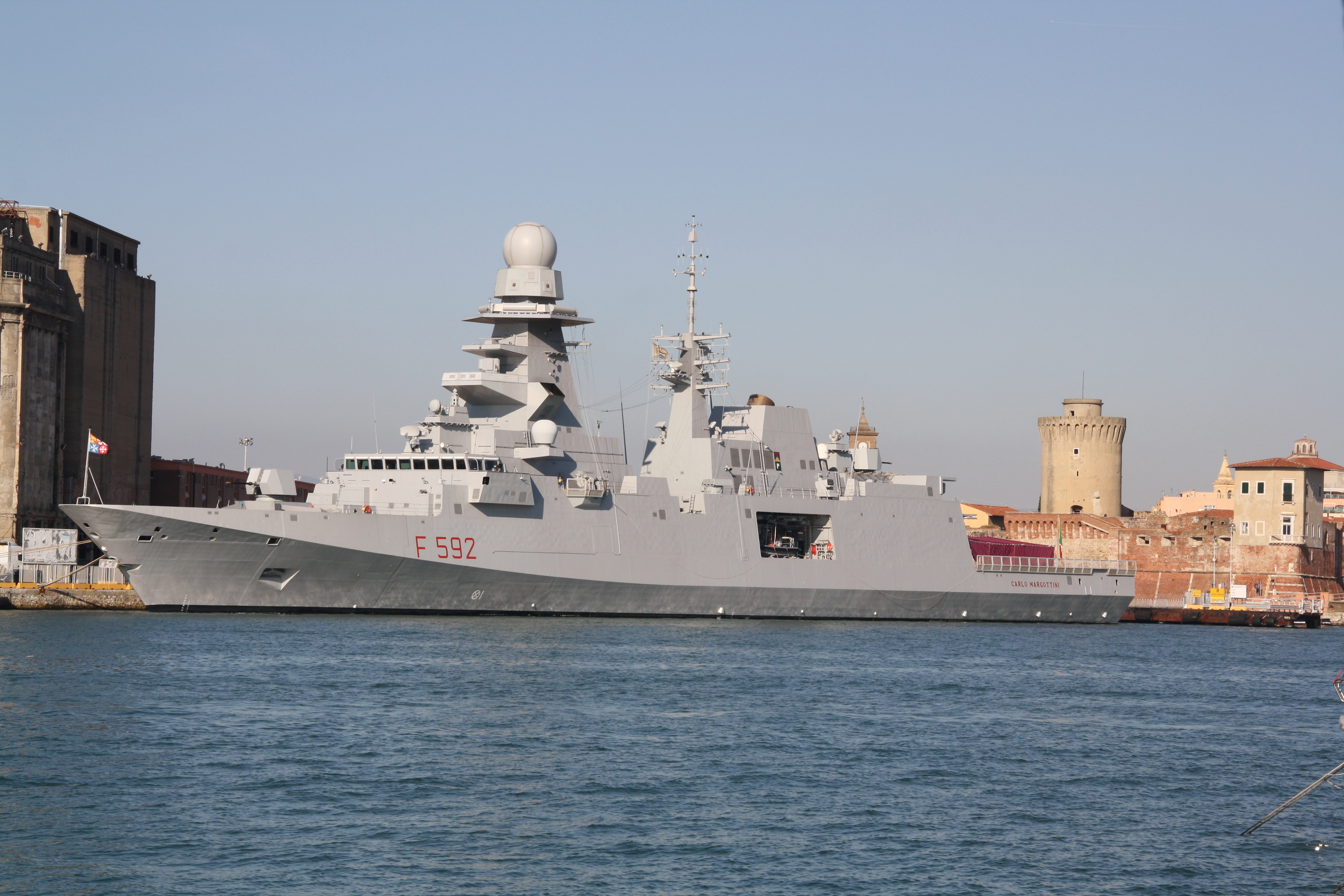
Fregata "Carlo Margottini"
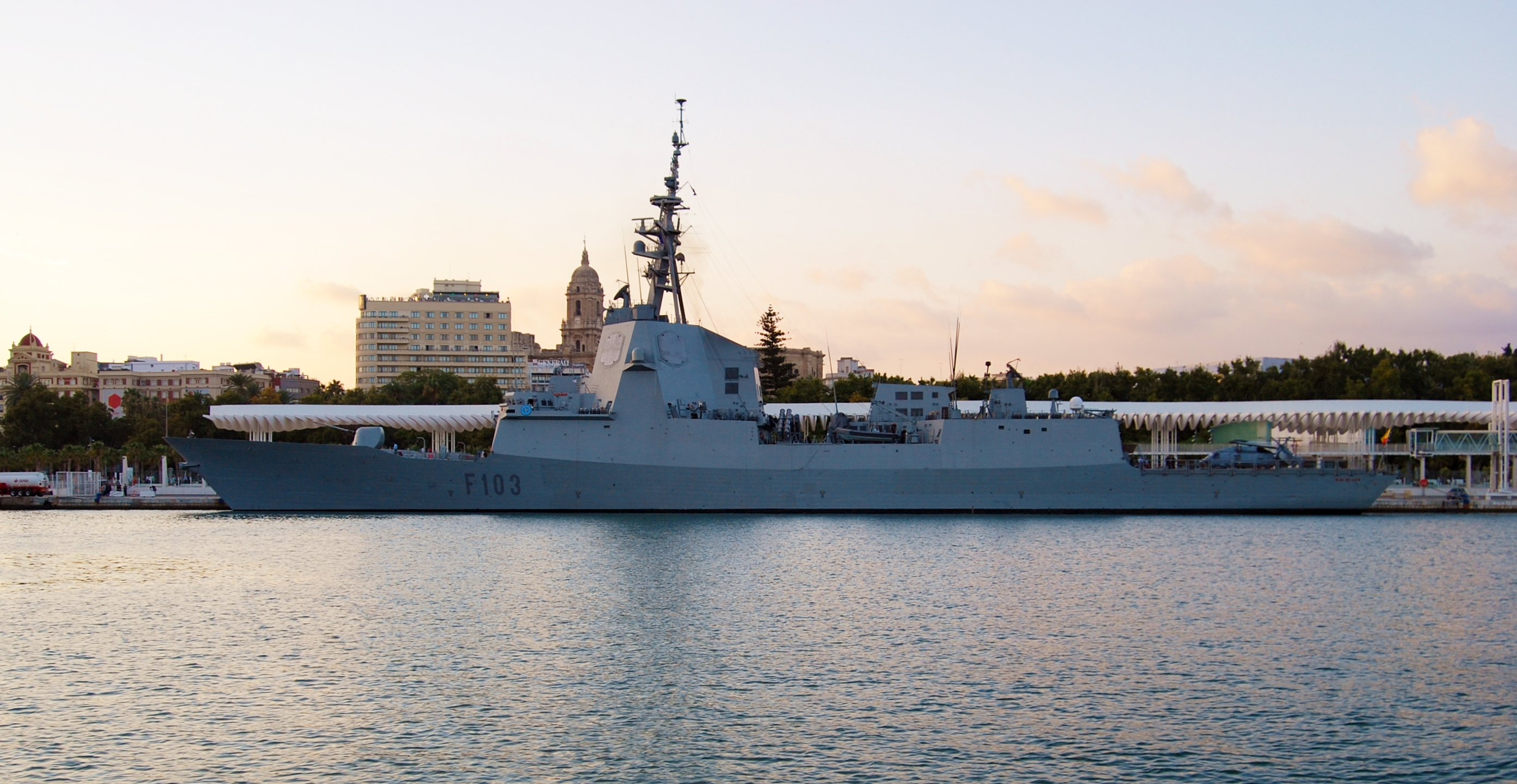
Fregata"Blas de Lezo"
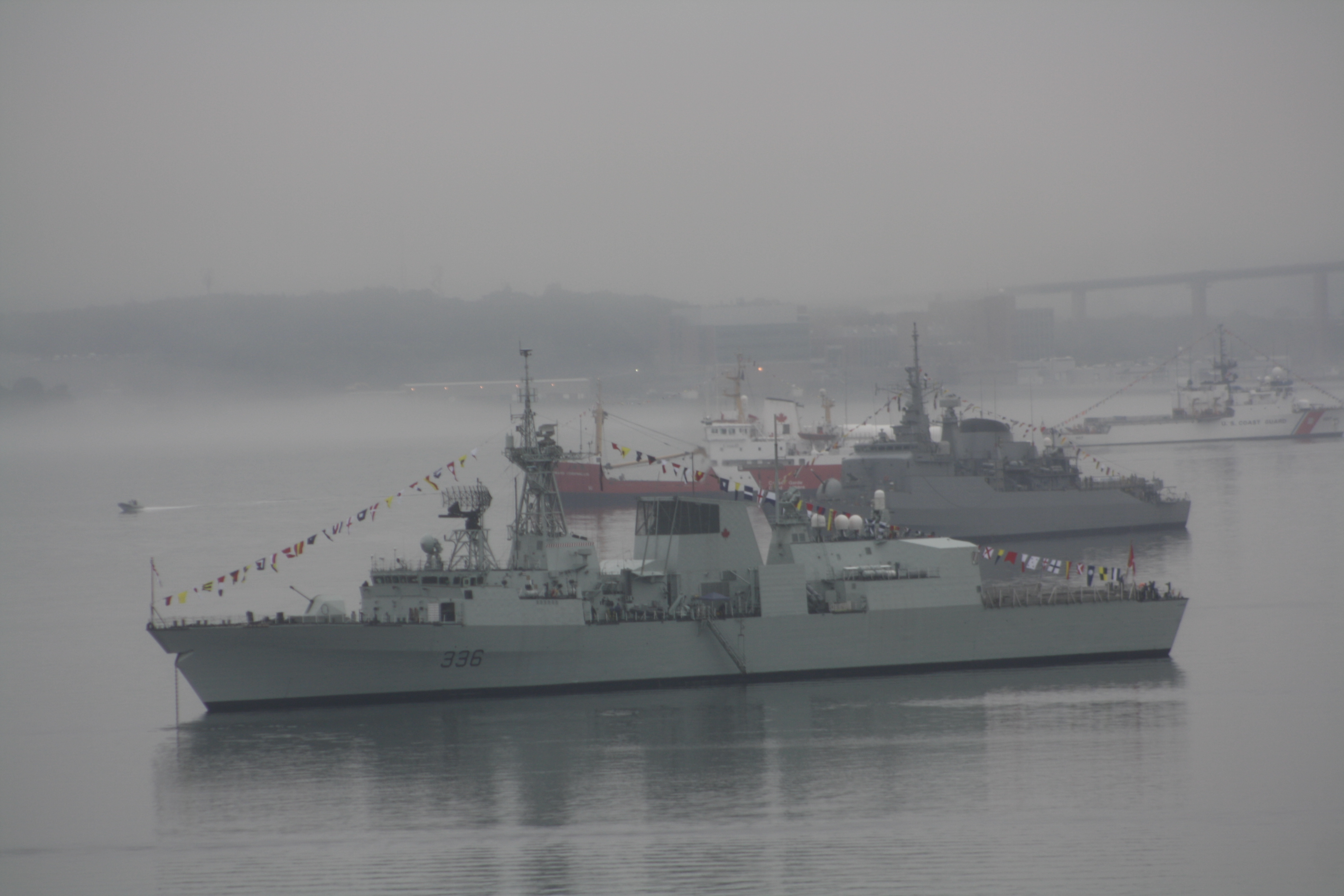
Fregata "HMCS Montreal"
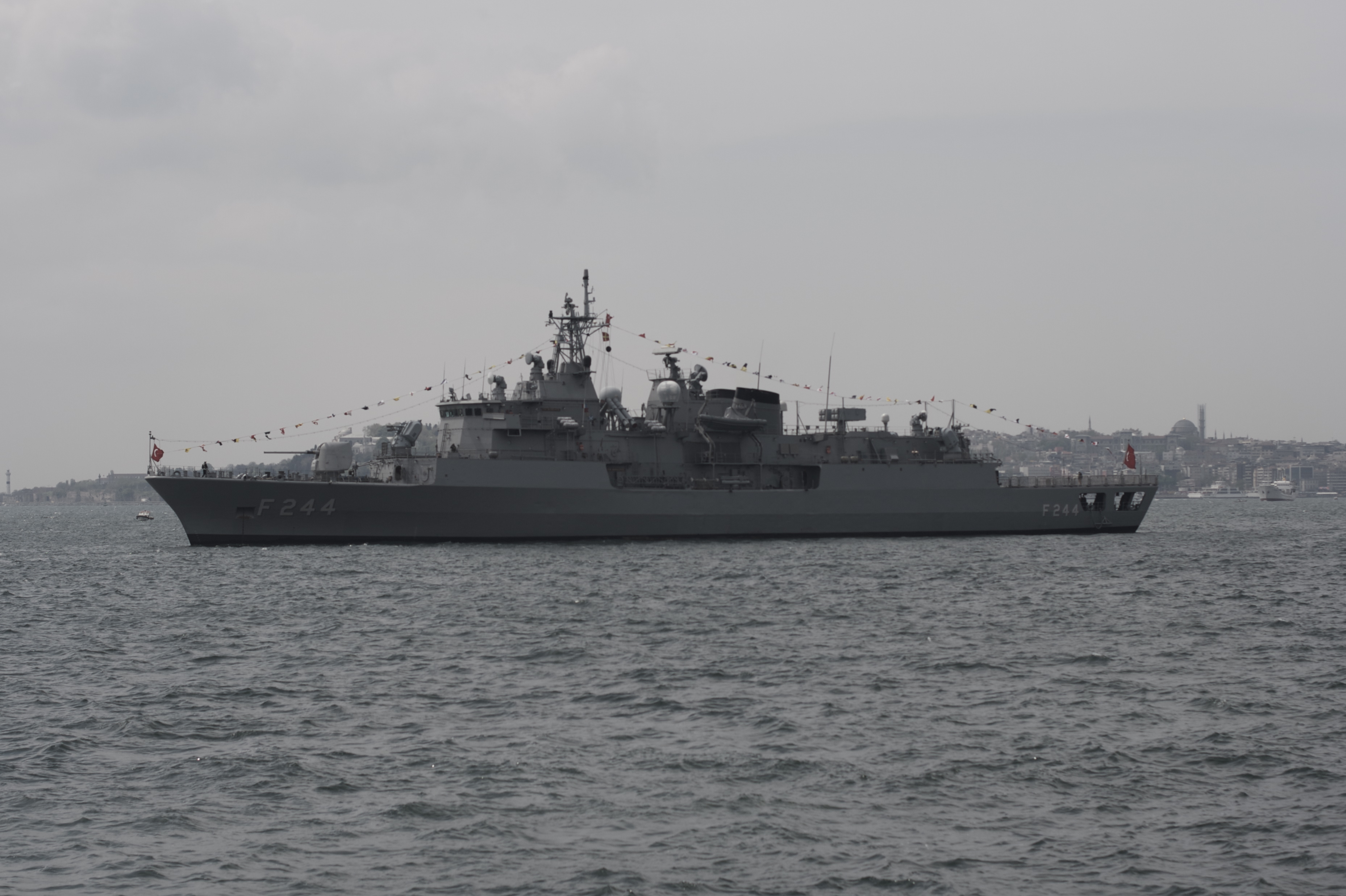
Fregata "TCG Barbaros"
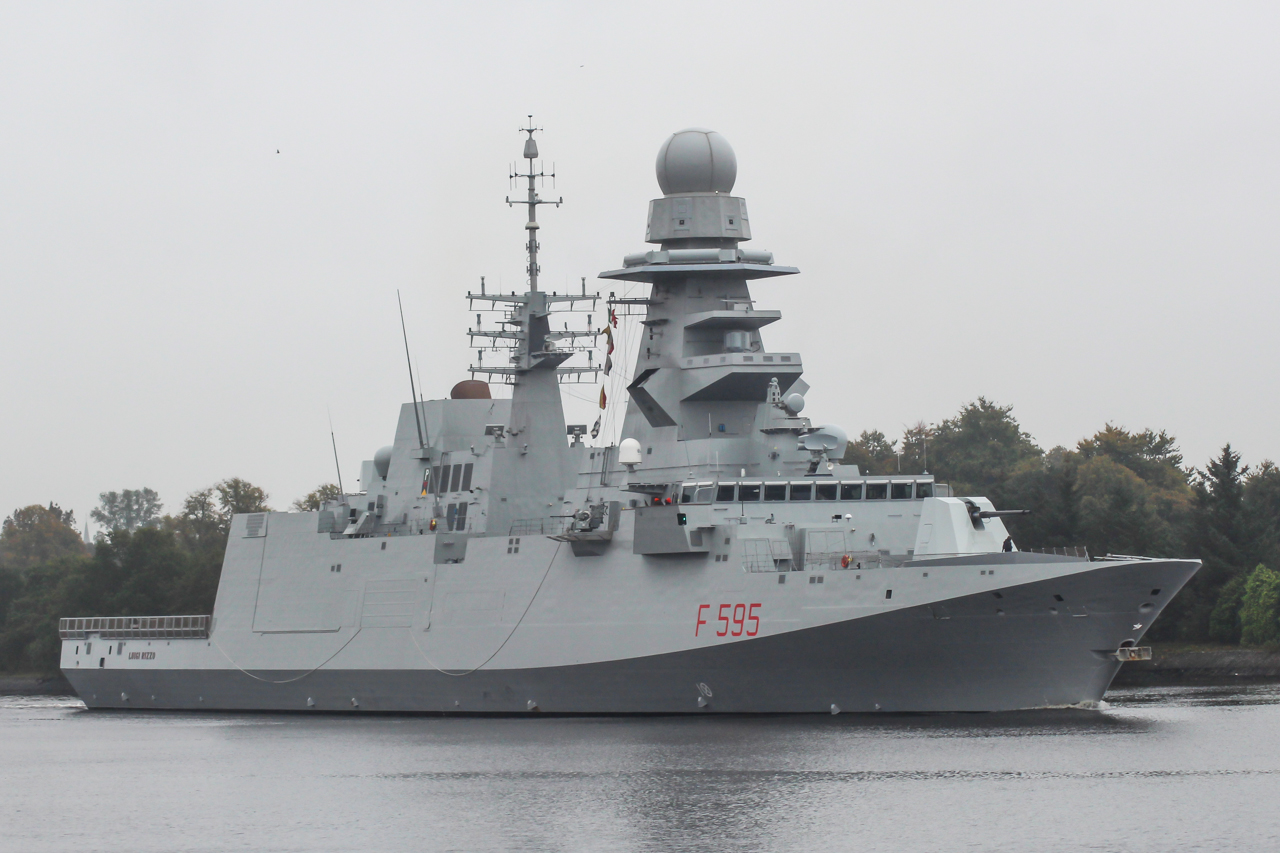
fregata "Auvergne"
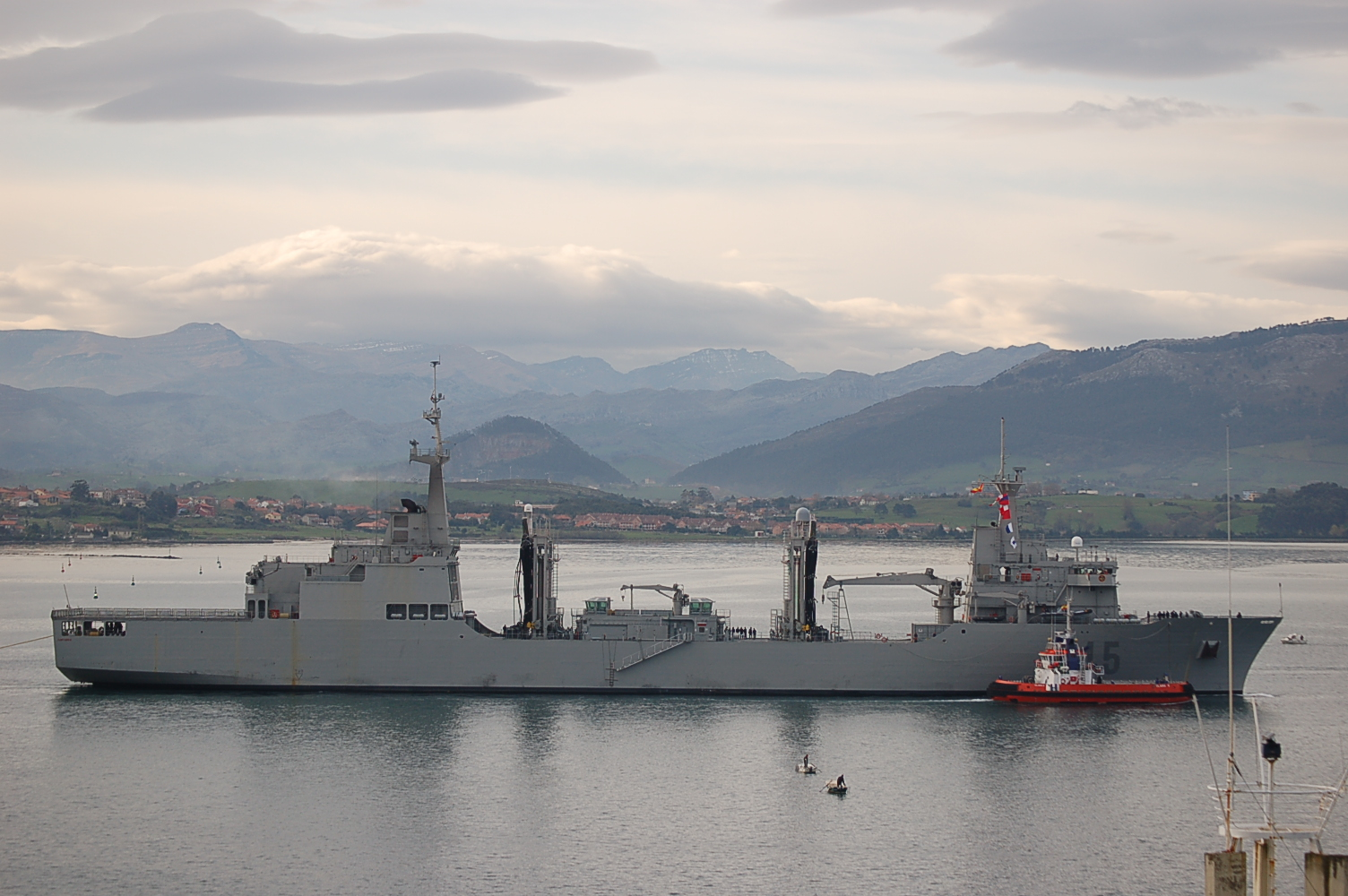
rifornitore di squadra "Cantabria (A-15)"
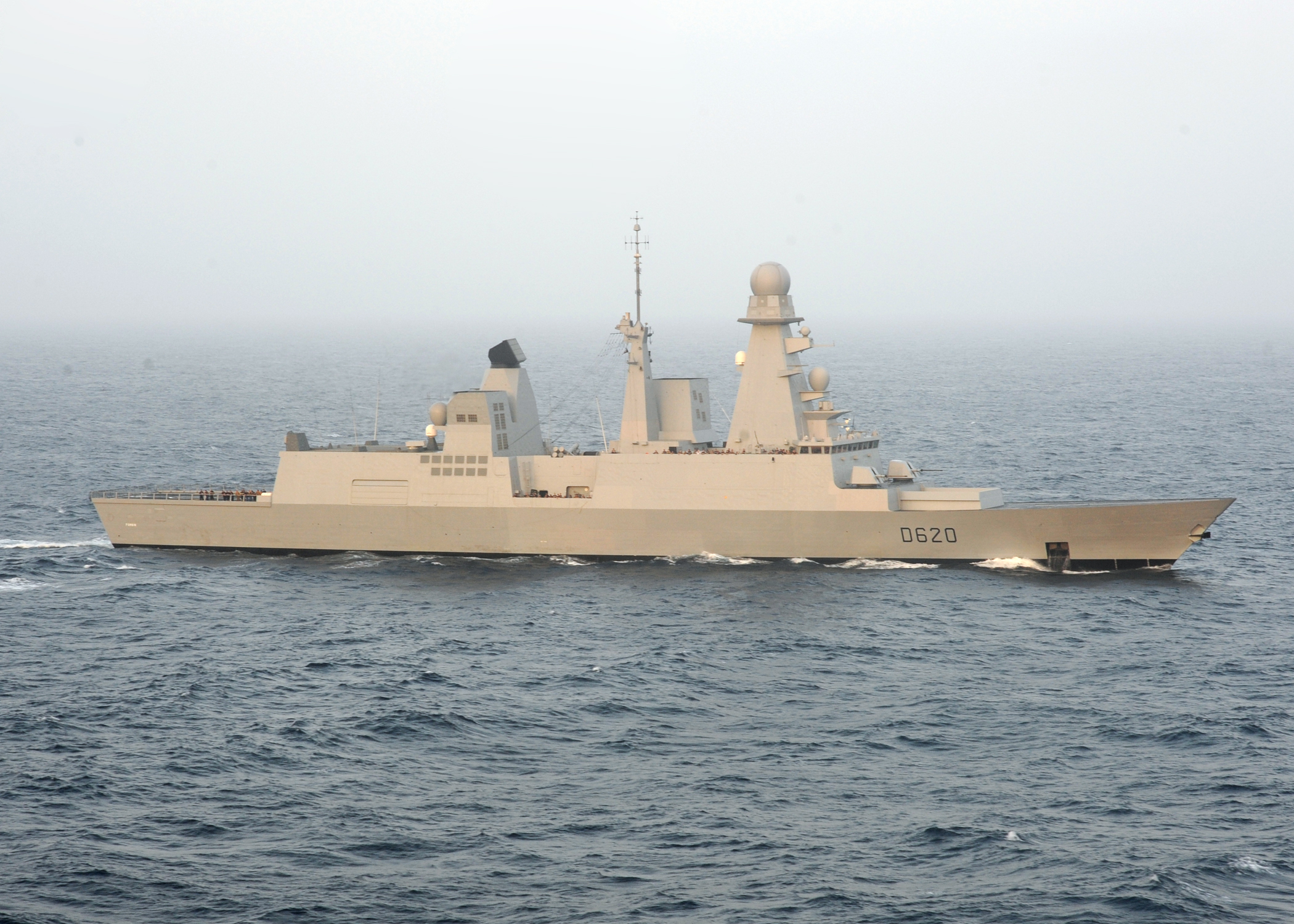
Fregata missilistica "Forbin"